# Chetone guapa
Chetone guapa là một loài bướm đêm thuộc phân họ Arctiinae, họ Erebidae.